# Савлук Михайло Іванович
 Савлук Михайло Іванович  (нар. 10 листопада 1936, с. Лозниця, Народницький р-н, Житомирська обл., УРСР) — український вчений-економіст, доктор економічних наук, професор, Заслужений діяч науки і техніки України (1992).

## Життєпис
Закінчив Київський фінансово-економічний інститут із відзнакою (1958). Працював у Міністерстві фінансів УРСР. У 1960-63 навчався у аспірантурі Київського інституту народного господарства, у 1964 році захистив кандидатську дисертацію. З 1963 р. працював у Київському національному економічному університеті на посадах професора, декана, першого проректора, директора Української фінансово-банківської школи КНЕУ. У 1986 р. захистив докторську дисертацію.

## Професійна діяльність
Є автором та співавтором 106 наукових публікацій: 16 монографій, 16 підручників та навчальних посібників [1], у тому числі підручник «Гроші та кредит», який витримав 6 видань. Працював радником з економічних питань Голів Національного банку України В. П. Матвієнка та В. А. Ющенка. Брав участь у розробці проектів законів «Про банки та банківську діяльність» та «Про Національний банк України». Був членом робочої групи з питань здійснення грошової реформи 1996 р.

## Основні публікації
- Гроші та кредит : підручник / М. І. Савлук, А. М. Мороз, І. М. Лазепко та ін. ; редкол.: М. І. Диба (голова), І. Б. Івасів, М. І. Савлук та ін.; за наук. ред. М. І. Савлука ; М-во освіти і науки, молоді та спорту України, ДВНЗ «Київ. нац. екон. ун-т ім.. Вадима Гетьмана». – 6-те вид., переробл. І доповн. – К.  : КНЕУ, 2011. – 592 с. – (До 105-річчя Київського національного економічного університету імені Вадима Гетьмана).
- Банківські операції : підручник / А. М. Мороз, М. І. Савлук, М. Ф. Пуховкіна та ін. ; за заг. ред. А. М. Мороза ; редкол.: М. І. Диба (голова), І. Б. Івасів, М. І. Савлук та ін. ; М-во освіти і науки України, ДВНЗ «Київ. нац. екон. ун-т ім.. Вадима Гетьмана». – 5-те вид., без змін. – К. : КНЕУ, 2009. – 740 с.
- Гроші та кредит : підруч. для студ. вузів за спец. «Фінанси та кредит» / М. І. Савлук, К. Г. Зуллас, А. М. Коряк та ін. ; відп. ред. М. І. Савлук. – К. :Либідь, 1992. – 331 с.
- Фінанси та кредит СРСР : підруч. для студ. екон. ф-тів вузів / М. І. Савлук, М. Т. Беркон, С. Я. Огородник та ін. – Л.: Вища шк.. Вид-во при Львів. ун-ті, 1974. – 336 с.
- Организация и планирование кредита : учебник / А. М. Мороз, Н. Т. Берков, М. И. Савлук и др. – К. : Вища школа, 1986. – 334 с.
- Банківська енциклопедія / М. І. Савлук, А. М. Поддєрбогін, А. А. пересада та ін. ; під ред.. А. М. Мороза. – К. : Ельтон, 1993. – 338 с.
- Роль финансово-кредитного механизма в хозрасчетном стимулировании общественного производства : монография / Д. А. Аллахвердян, Л. П. Евстигнеева, М. И. Савлук и др. ; отв. ред. Д. А. Аллахвердян; АН СССР, Ин-т экономики. - М. : Наука, 1987. - 200 с. - (Проблемы советской экономики).
- Основы банковского дела : монография / А. Н. Мороз, М. И. Савлук, И. И. Сивульский и др. ; под ред. А. Н. Мороза. – К. : Либра, 1994. – 330 с. – (Библиотека бизнесмена).
- Фінансово-кредитні важелі регулювання економіки України в перехідний період : монографія / А. І. Даниленко, О. М. Кошик, М. І. Савлук та ін.. ; редкол.: А. І. Даниленко (відп. ред.) та ін. ; НАН України, Ін-т економіки. – К., 1998. – 243 с.
- Електронні гроші: сутність та порівняльній аналіз якісних властивостей / М. Савлук // Вісник Національного банку України. – 2004. - №11. – С. 10-14.
- Про методи вивчення міграції грошей / П. Стремський, М. Савлук // Економіка Радянської України. – 1963. – №4. – С.72-78.
- Роль банківської системи в реформуванні економіки України / М. І. Савлук // Фінанси України. – 1996. – №6. – С.38-45.
- Нова національна валюта гривня працює на економіку України /М. Савлук // Фінанси України. – 1997. – №2. – С.20-28
- Загострення проблеми фінансування бюджетного дефіциту в 1999 році / М. Савлук // Вісник Національного банку України. – 1999. – №5. – С.9-10.